# Михайловка (Станично-Луганский район)
Михайловка (укр. Михайлівка) — село, относится к Станично-Луганскому району Луганской области Украины.
Население по переписи 2001 года составляло 267 человек. Почтовый индекс — 93612. Телефонный код — 6472. Занимает площадь 2,57 км².

## Местный совет
93612, Луганська обл., Станично-Луганський р-н, с. Сотенне, вул. Леніна, 1  (укр.)